# Julianne Moore
Julianne Moore, születési nevén Julie Anne Smith (Fayettville, Észak-Karolina, 1960. december 3. –) Oscar- és háromszoros Golden Globe-díjas amerikai színésznő.

## Fiatalkora
Julie Anne Smith néven született. Édesapja, Peter Moore Smith ejtőernyős, majd katonai bíró volt az amerikai hadseregben, anyja, Anne Love (1940–2009) pszichológus; a család sosem töltött hosszabb időt egy helyen. Eredetileg orvos szeretett volna lenni. Amikor édesapja Németországban állomásozott, Julie Frankfurtban érettségizett, majd felvették a bostoni egyetem színjátszás szakára. Az egyetem után New Yorkba költözött, ahol kisebb szerepeket kapott a helyi kis színházakban, és emellett pincérnőként dolgozott. Mivel a szereplés egyik feltétele volt, hogy belépjen a színházi szakszervezetbe, kénytelen volt nevet is változtatni – hiszen eredeti nevének nem volt olyan kombinációja, amit valaki nem viselt volna már a szakmában. Ezért két keresztnevét összevonta, és felvette apja második nevét, így lett belőle Julianne Moore.

## Pályafutása
Az első filmszerepét egy televíziós szappanoperában játszotta 1984-ben. Ezt követően két éven keresztül játszott a nagy múltú As the World Turns című sorozatban. Néhány évtizeddel később, 2010-ben már befutott sztárként egy epizódszerep erejéig újra csatlakozott a stábhoz.
Karrierje az 1990-es évek elején kezdett felívelni, amikor sorra kapott főszerepeket olyan filmekben, mint a Robert Altman rendezte Rövidre vágva (1993), a Bérgyilkosok (1995), vagy akár Steven Spielberg rendezte Jurassic Park II: Az elveszett világ (1997) című filmekben.
Első kritikailag is elismert alakítása a Boogie Nights volt, amelyért megkapta az első  Golden Globe-díjra, illetve Oscar-ra jelölését. Paul Thomas Anderson nagysikerű filmje az 1970-es években játszódik, Moore pedig egy népszerű pornószínésznőt játszik benne. Még ugyanebben a filmben szerepelt a Gus Van Sant rendezte hitchcocki történetet feldolgozó Psycho című thrillerben. 1999-ben újra együtt dolgozott Robert Altmannal a Cuki hagyatéka című filmdrámában Glenn Close oldalán, ami pozitív kritikát kapott.
2000-ben két különböző kategóriában is Golden Globe-díjra jelölték: az Oscar Wilde színművéből készült Az eszményi férj című vígjátékban nyújtott alakításáért a zenés film és vígjáték kategória, míg az Egy kapcsolat vége című Graham Greene-adaptációban nyújtott játékáért a drámai kategória legjobb női alakításáért járó elismerésre terjesztették fel. Utóbbi filmért megkapta második Oscar-jelölését. 2002-ben a rangos velencei filmfesztiválon a legjobb női alakítás díjával ismerték el a Távol a mennyországtól című filmben nyújtott játékáért. Ez csak kezdet volt, ugyanis újfent Golden Globe-díjra és Oscar-díjra is jelölték. A 2002-es évi Oscar-gála azért volt emlékezetes, mert Moore szokatlan módon két kategóriában is jelölt volt: Az órák című filmért is Oscar-díjra jelölték a legjobb női mellékszereplő kategóriájában. Stephen Daldry drámájában egy öngyilkossági hajlamokkal küzdő háziasszonyt alakított Meryl Streep és Nicole Kidman oldalán. 2006-ban Clive Owen és Michael Caine mellett főszerepet alakított a P. D. James brit krimiíró regényéből készült Az ember gyermeke című filmben. A sci-fi számtalan rangos elismerést és kecsegtető kritikát kapott. A 2000-es években játszott olyan népszerű filmekben is, mint a Felejtés, a Válótársak, a Next – A holnap a múlté, vagy éppen a Pippa Lee négy élete.
Jelentős kritikai visszhangot kapott a divattervező Tom Ford első rendezése, az 1960-as években játszódó dráma, az Egy egyedülálló férfi. Julianne Moore-t a filmben nyújtott alakításáért Golden Globe-díjra jelölték a legjobb női mellékszereplő kategóriájában. Első Golden Globe-díját 2013-ban kapta meg, a Versenyben az elnökségért című film főszerepléséért, televíziós minisorozat vagy tévéfilm kategóriában, amelyben Sarah Palin politikusnőt alakította.
2014-ben szintén két kategóriában tartották jelölésre érdemesnek a Golden Globe-díjra: David Cronenberg Térkép a csillagokhoz című filmjéért, valamint a Megmaradt Alice-nek című alkotásért. Az Alzheimer-kórban szenvedő Alice alakításáért Oscar-díjat nyert.

## Írás
A színészet mellett jelentős sikereket ért el gyermekkönyvek szerzőjeként is. Első könyve, a 2007-ben megjelent Freckleface Strawberry a The New York Times bestsellerévé vált. A könyvből készült musicalt New Yorkban mutatták be 2010-ben. A történetből könyvsorozat lett: a negyedik rész 2013 szeptemberében jelent meg.

## Magánélete
Magánéleti botrányokra még soha nem adott okot a bulvársajtónak. Kétszer házasodott. 1986 és 1995 között John Gould Rubinnal élt házasságban, 2003-ban pedig a nála tíz évvel fiatalabb Bart Freundlich vezette oltár elé. Freundlichkel való kapcsolatából két gyermeke született: Caleb nevű fia 1997-ben, Liv nevű leánya pedig 2002-ben.
Moore támogatta Barack Obama amerikai elnök 2008-as és 2012-es elnökké választási kampányát.

## Filmográfia

### Film
| Év   | Magyar cím                                        | Eredeti cím                           | Szerep                        | Magyar hang        |
| ---- | ------------------------------------------------- | ------------------------------------- | ----------------------------- | ------------------ |
| 1990 | Történetek a sötét oldalról                       | Tales from the Darkside: The Movie    | Susan                         |                    |
| 1992 | A kéz, amely a bölcsőt ringatja                   | The Hand that Rocks the Cradle        | Marlene                       | Jani Ildikó        |
| 1992 | Mordály a tarsolyomban                            | The Gun in Betty Lou's Handbag        | Elinor                        | Orosz Helga        |
| 1993 | A tanú teste                                      | Body of Evidence                      | Sharon Dulaney                |                    |
| 1993 | Benny és Joon                                     | Benny & Joon                          | Ruthie                        | Rák Kati           |
| 1993 | A szökevény                                       | The Fugitive                          | Dr. Anne Eastman              | Csere Ágnes        |
| 1993 | Rövidre vágva                                     | Short Cuts                            | Marian Wyman                  | Prókai Annamária   |
| 1994 | Ványa a 42. utcában                               | Vanya on 42nd Street                  | Jelena                        | Györgyi Anna       |
| 1995 | Elkülönítve                                       | Safe                                  | Carol White                   |                    |
| 1995 | Szobatársak                                       | Roommates                             | Beth Holzcek                  |                    |
| 1995 | Áldatlan állapotban                               | Nine Months                           | Rebecca                       | Spilák Klára       |
| 1995 | Bérgyilkosok                                      | Assassins                             | Anna / Electra                | Kökényessy Ági     |
| 1996 | Túlélni Picassót                                  | Surviving Picasso                     | Dora Maar                     | Igó Éva            |
| 1997 | Az elveszett világ: Jurassic Park                 | The Lost Word: Jurassic Park          | Dr. Sarah Harding             | Spilák Klára       |
| 1997 | Nem vagyunk már ugyanazok                         | Myth of the Fingerprints              | Mia                           | Györgyi Anna       |
| 1997 | Boogie Nights                                     | Boogie Nights                         | Maggie / Amber Waves          | Orosz Helga        |
| 1997 | Chicagói taxi                                     | Chicago Cab                           | zavarodott nő                 |                    |
| 1998 | A nagy Lebowski                                   | The Big Lebowski                      | Maude Lebowski                | Náray Erika        |
| 1998 | Psycho                                            | Psycho                                | Lila Crane                    | Antal Olga         |
| 1999 | Cuki hagyatéka                                    | Cookie's Fortune                      | Cora Duvall                   | Hámori Eszter      |
| 1999 | Cuki hagyatéka                                    | Cookie's Fortune                      | Cora Duvall                   | Andrádi Zsanett    |
| 1999 | Az eszményi férj                                  | An Ideal Husband                      | Mrs. Laura Cheveley           | Kocsis Mariann     |
| 1999 | Világtérkép                                       | A Map of the World                    | Theresa Collins               |                    |
| 1999 | Egy kapcsolat vége                                | The End of the Affair                 | Sarah Miles                   | Tóth Enikő         |
| 1999 | Magnólia                                          | Magnolia                              | Linda Partridge               | Kubik Anna         |
| 2000 |                                                   | Not I (rövidfilm)                     | "Mouth"                       |                    |
| 2000 | A csajozás ásza                                   | The Ladies Man                        | Audrey                        |                    |
| 2001 | Hannibal                                          | Hannibal                              | Clarice Starling FBI-ügynök   | Nagy-Kálózy Eszter |
| 2001 | Evolúció                                          | Evolution                             | Dr. Allison Reed              | Ráckevei Anna      |
| 2001 | Az utazó                                          | World Traveler                        | Dulcie                        |                    |
| 2001 | Kikötői hírek                                     | The Shipping News                     | Wavey Prowse                  | Pápai Erika        |
| 2002 | Távol a mennyországtól                            | Far from Heaven                       | Cathy Whitaker                | Málnai Zsuzsa      |
| 2002 | Az órák                                           | The Hours                             | Laura Brown                   | Kováts Adél        |
| 2004 | Marie és Bruce                                    | Marie and Bruce                       | Marie                         |                    |
| 2004 | Válótársak                                        | Laws of Attraction                    | Audrey Woods                  | Nagy-Kálózy Eszter |
| 2004 | Felejtés                                          | The Forgotten                         | Telly Paretta                 | Nagy-Kálózy Eszter |
| 2005 | Házasság a négyzeten                              | Trust the Man                         | Rebecca                       | Orosz Helga        |
| 2005 | Szlogengyáros családanya                          | The Prize Winner of Defiance, Ohio    | Evelyn Ryan                   | Kiss Erika         |
| 2005 |                                                   | The Naked Brothers Band: The Movie    | önmaga (cameo)                |                    |
| 2006 | A bűn színe                                       | Freedomland                           | Brenda Martin                 | Nagy-Kálózy Eszter |
| 2006 | Az ember gyermeke                                 | Children of Men                       | Julian Taylor                 | Kubik Anna         |
| 2007 | Next – A holnap a múlté                           | Next                                  | Callie Ferris NSA-ügynök      | Spilák Klára       |
| 2007 | Kegyetlen báj                                     | Savage Grace                          | Barbara Baekeland             | Spilák Klára       |
| 2007 | Kegyetlen báj                                     | Savage Grace                          | Barbara Baekeland             | Györgyi Anna       |
| 2007 | I'm Not There – Bob Dylan életei                  | I'm Not There                         | Alice Fabian                  | Szórádi Erika      |
| 2008 | Sasszem                                           | Eagle Eye                             | ARIIA (hangja)                | Kocsis Mariann     |
| 2008 | Vakság                                            | Blindness                             | az orvos felesége             | Major Melinda      |
| 2008 | Vakság                                            | Blindness                             | az orvos felesége             | Spilák Klára       |
| 2009 | Pippa Lee négy élete                              | The Private Lives of Pippa Lee        | Kat                           | Fullajtár Andrea   |
| 2009 | Egy egyedülálló férfi                             | A Single Man                          | Charley                       | Györgyi Anna       |
| 2009 | Chloe – A kísértés iskolája                       | Chloe                                 | Catherine Stewart             | Nagy-Kálózy Eszter |
| 2010 | A gyerekek jól vannak                             | The Kids Are All Right                | Jules Allgood                 | Spilák Klára       |
| 2010 | Végső menedék                                     | 6 Souls / Shelter                     | Cara Harding                  | Spilák Klára       |
| 2010 | Szex a lelke mindennek                            | Elektra Luxx                          | Szűz Mária                    |                    |
| 2011 | Őrült, dilis, szerelem                            | Crazy, Stupid, Love                   | Emily Weaver                  | Kováts Adél        |
| 2012 | Mocsokváros utcáin                                | Being Flynn                           | Jody Flynn                    | Nyakó Júlia        |
| 2012 | Maisie tudja                                      | What Maisie Knew                      | Susanna                       | Spilák Klára       |
| 2013 | Don Jon                                           | Don Jon                               | Esther                        | Kováts Adél        |
| 2013 | Az angoltanárnő                                   | The English Teacher                   | Linda Sinclair                | Spilák Klára       |
| 2013 | Carrie                                            | Carrie                                | Margaret White                | Nagy-Kálózy Eszter |
| 2014 | Non-Stop                                          | Non-Stop                              | Jen Summers                   | Spilák Klára       |
| 2014 | Térkép a csillagokhoz                             | Maps to the Stars                     | Havana Segrand                | Pápai Erika        |
| 2014 | Megmaradt Alice-nek                               | Still Alice                           | Dr. Alice Howland             | Spilák Klára       |
| 2014 | Az éhezők viadala: A kiválasztott – 1. rész       | The Hunger Games: Mockingjay – Part 1 | Alma Coin elnök               | Fehér Anna         |
| 2014 | A hetedik fiú                                     | The Seventh Son                       | Malkin anya                   | Fehér Anna         |
| 2015 | Maggie terve                                      | Maggie's plan                         | Georgette Nørgaard            | Major Melinda      |
| 2015 | A nő, akit szerettem                              | Freeheld                              | Laurel Hester nyomozó         | Kováts Adél        |
| 2015 | Az éhezők viadala: A kiválasztott – Befejező rész | The Hunger Games: Mockingjay – Part 2 | Alma Coin elnök               | Fehér Anna         |
| 2017 |                                                   | Wonderstruck                          | Lillian Mayhew / idősebb Rose |                    |
| 2017 | Suburbicon – Tiszta udvar, rendes ház             | Suburbicon                            | Rose / Margaret               | Nagy-Kálózy Eszter |
| 2017 | Kingsman: Az aranykör                             | Kingsman: The Golden Circle           | Poppy Adams                   | Spilák Klára       |
| 2018 | Gloria Bell                                       | Gloria Bell                           | Gloria Bell                   |                    |
| 2018 | Életszonáta                                       | Bel Canto                             | Roxane Coss                   |                    |
| 2019 | Esküvő után                                       | After the Wedding                     | Theresa Young                 | Spilák Klára       |
| 2019 |                                                   | The Staggering Girl (rövidfilm)       | Francesca Moretti             |                    |
| 2020 | Glória, egy nő útja                               | The Glorias                           | Gloria Steinem                |                    |
| 2021 | Szilaj: Zabolátlanok                              | Spirit Untamed                        | Cora Prescott (hangja)        | Hámori Eszter      |
| 2021 | Kedves Evan Hansen                                | Dear Evan Hansen                      | Heidi Hansen                  |                    |
| 2021 | Nő az ablakban                                    | The Woman in the Window               | Katherine Melli               | Nagy-Kálózy Eszter |
| 2022 | Ha végeztél a világ megmentésével                 | When You Finish Saving the World      | Evelyn                        | Spilák Klára       |
| 2023 | Simlis                                            | Sharper                               | Madeline Phillips             |                    |
| 2023 | Egy botrány részletei                             | May December                          | Gracie Atherton-Yoo           | Spilák Klára       |
| 2024 | A szomszéd szoba                                  | The Room Next Door                    | Ingrid                        |                    |
| 2025 |                                                   | Echo Valley                           | Kate Garrett                  |                    |

### Televízió

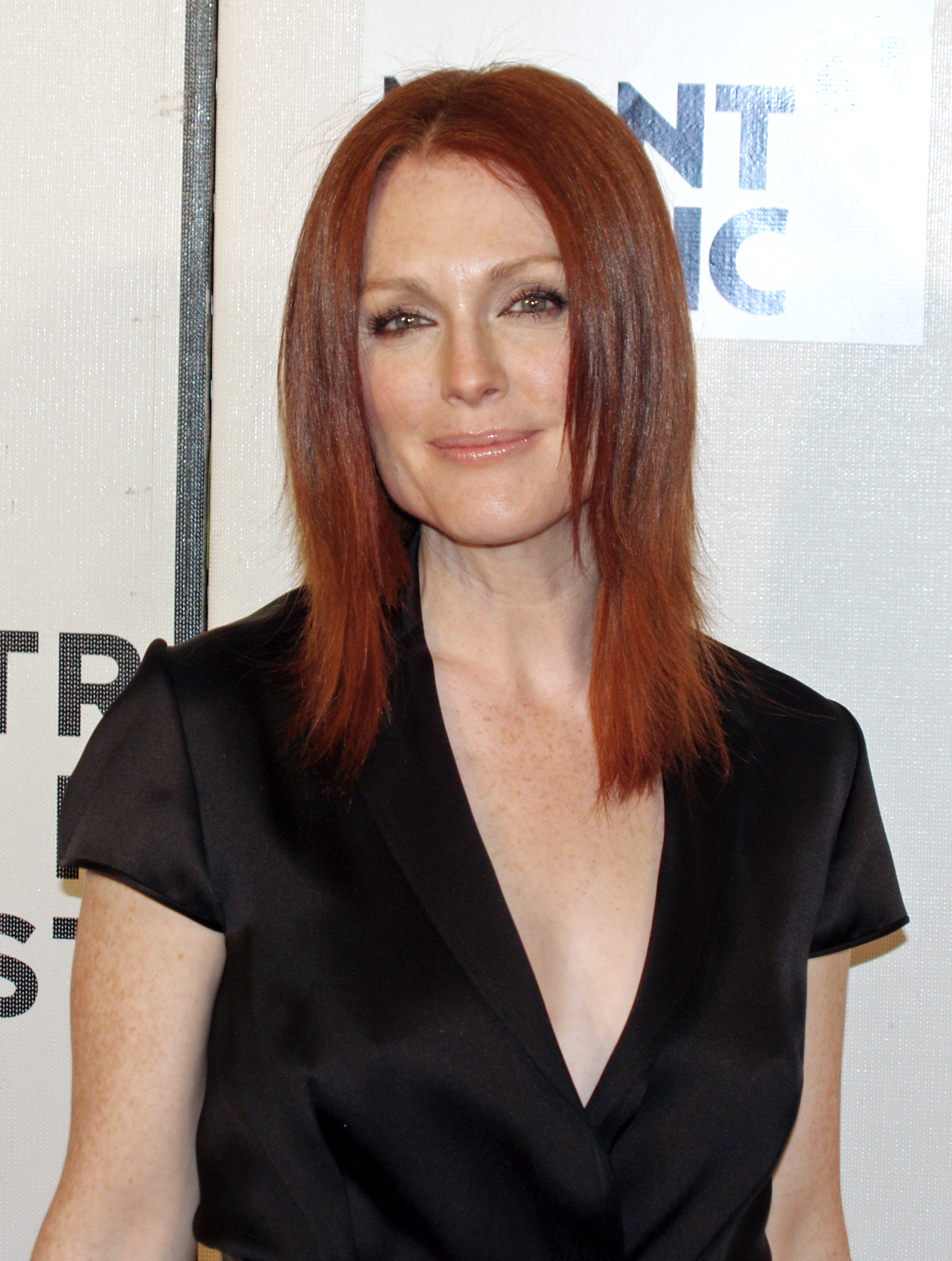
A 2008-as Kegyetlen báj bemutatóján, a Tribeca Filmfesztiválon

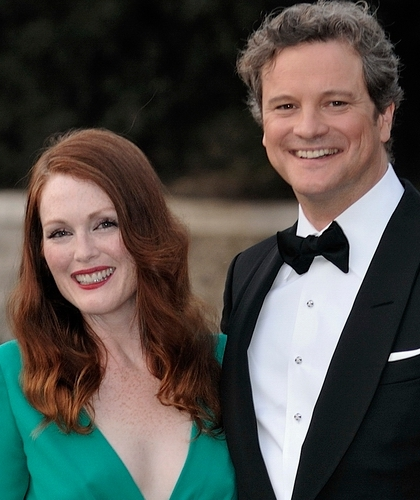
Colin Firth társaságában az Egy egyedülálló férfi című film bemutatóján a 2009-es Velencei Nemzetközi Filmfesztiválon

| Év        | Magyar cím                | Eredeti cím          | Szerep                          | Megjegyzések                               |
| --------- | ------------------------- | -------------------- | ------------------------------- | ------------------------------------------ |
| 1984      |                           | The Edge of Night    | Carmen Engler                   | 7 epizód                                   |
| 1985–2010 |                           | As the World Turns   | Frannie Hughes / Sabrina Hughes | 81 epizód                                  |
| 1987      |                           | I'll Take Manhattan  | India West                      | minisorozat (2 epizód)                     |
| 1989      |                           | Money, Power, Murder | Peggy Lynn Brady                | tévéfilm                                   |
| 1990      |                           | B.L. Stryker         | Tina                            | 1 epizód                                   |
| 1991      |                           | The Last to Go       | Marcy                           | tévéfilm                                   |
| 1991      | Halálos igézet            | Cast a Deadly Spell  | Connie Stone                    | - tévéfilm - magyar hangja: - Simon Mari   |
| 1998      |                           | Saturday Night Live  | önmaga (házigazda)              | 1 epizód                                   |
| 2004      | Szezám utca               | Sesame Street        | önmaga                          | 2 epizód                                   |
| 2009–2013 | A stúdió                  | 30 Rock              | Nancy Donovan                   | 6 epizód                                   |
| 2012      | Versenyben az elnökségért | Game Change          | Sarah Palin                     | - tévéfilm - magyar hangja: - Györgyi Anna |
| 2016      | Amynek áll a világ        | Inside Amy Schumer   | önmaga                          | 1 epizód                                   |
| 2016      |                           | Difficult People     | Sarah Nussbaum                  | 1 epizód                                   |
| 2017      |                           | Nightcap             | önmaga                          | 1 epizód                                   |
| 2021      | Lisey története           | Lisey's Story        | Lisey Landon                    | minisorozat (8 epizód)                     |

### Videójátékok
| Év   | Cím                          | Szerep                 | Megjegyzések                                        |
| ---- | ---------------------------- | ---------------------- | --------------------------------------------------- |
| 1997 | Chaos Island: The Lost World | Sarah Harding (hangja) | Az elveszett világ: Jurassic Park című film alapján |

## Díjak és jelölések

### Díjak
- 2015: Oscar-díj – a legjobb női főszereplő (Megmaradt Alice-nek)
- 2015: BAFTA-díj – a legjobb női főszereplő (Megmaradt Alice-nek)
- 2015: Golden Globe-díj – a legjobb női főszereplő (Megmaradt Alice-nek)
- 2013: Golden Globe-díj – a legjobb női főszereplő (Versenyben az elnökségért)
- 2012: Primetime Emmy-díj – a legjobb női főszereplő (Versenyben az elnökségért)
- 2003: Sant Jordi-díj – a legjobb külföldi színésznő (Az órák)
- 2003: Ezüst Medve díj – a legjobb színésznő (Az órák)
- 2002: Volpi Kupa-díj – a legjobb színésznő (Távol a mennyországtól)
- 1994: Golden Globe-díj – a legjobb szereplőgárda (Rövidre vágva)

### Jelölések
- 2024: Golden Globe-jelölés - a legjobb női mellékszereplő (May December)
- 2015: Golden Globe-jelölés - a legjobb női főszereplő (Térkép a csillagokhoz)
- 2011: Golden Globe-jelölés - a legjobb női főszereplő (A gyerekek jól vannak)
- 2011: BAFTA-jelölés - a legjobb női főszereplő (A gyerekek jól vannak)
- 2009: Golden Globe-jelölés - a legjobb női mellékszereplő (Egy egyedülálló férfi)
- 2003: Oscar-jelölés - a legjobb női mellékszereplő (Az órák)
- 2003: BAFTA-jelölés - a legjobb női mellékszereplő (Az órák)
- 2003: Oscar-jelölés - a legjobb női főszereplő (Távol a mennyországtól)
- 2003: Golden Globe-jelölés - a legjobb női főszereplő (Távol a mennyországtól)
- 2000: Golden Globe-jelölés - a legjobb női főszereplő (Az eszményi férj)
- 2000: Oscar-jelölés - a legjobb női főszereplő (Egy kapcsolat vége)
- 2000: Golden Globe-jelölés - a legjobb női főszereplő (Egy kapcsolat vége)
- 2000: BAFTA-jelölés - a legjobb női főszereplő (Egy kapcsolat vége)
- 1998: Oscar-jelölés - a legjobb női mellékszereplő (Boogie Nights)
- 1998: Golden Globe-jelölés - a legjobb női mellékszereplő (Boogie Nights)